# Gonomyia (Leiponeura) sobrina
Gonomyia (Leiponeura) sobrina is een tweevleugelige uit de familie steltmuggen (Limoniidae). De soort komt voor in het Afrotropisch gebied.